# San Juan (Abra)
San Juan ist eine philippinische Stadtgemeinde in der Provinz Abra. Sie hat 9867 Einwohner (Zensus 2015).

## Baranggays
San Juan ist administrativ unterteilt in 19 Baranggays.
| - Abualan - Ba-ug - Badas - Cabcaborao - Colabaoan - Culiong - Daoidao | - Guimba - Lam-ag - Lumobang - Nangobongan - Pattaoig - Poblacion North | - Poblacion South - Quidaoen - Sabangan - Silet - Supi-il - Tagaytay |